# (22382) 1994 CY16
(22382) 1994 CY16 est un astéroïde de la ceinture principale d'astéroïdes découvert en 1994.

## Description
(22382) 1994 CY16 a été découvert le 8 février 1994 à l'observatoire de La Silla, au Chili, par Eric Walter Elst.

### Caractéristiques orbitales
L'orbite de cet astéroïde est caractérisée par un demi-grand axe de 2,37 UA, un périhélie de 1,95 UA, une excentricité de 0,18 et une inclinaison de 3,25° par rapport à l'écliptique. Du fait de ces caractéristiques, à savoir un demi-grand axe compris entre 2 et 3,2 UA et un périhélie supérieur à 1,666 UA, il est classé, selon la JPL Small-Body Database, comme objet de la ceinture principale d'astéroïdes.

### Caractéristiques physiques
(22382) 1994 CY16 a une magnitude absolue (H) de 15,5 et un albédo estimé à 0,262.